# アマナキ・リサラ
リサラアマナキレレイ（Lisala Amanakilelei、1999年8月17日 - ）は、ジャパンラグビーリーグワン・ルリーロ福岡に所属するラグビー選手。旧名『アマナキ・リサラ』。

## プロフィール
- ポジションはウィング(WTB)。
- 身長 188cm、体重 92kg
- U18トンガ代表に選ばれたことがある。

## 略歴
トンガ・カレッジ卒業後、2022年、NTTドコモレッドハリケーンズ大阪(現・レッドハリケーンズ大阪)に加入。
2023年1月31日に行われたJAPAN RUGBY LEAGUE ONE第5節クリタウォーターガッシュ昭島戦にて途中出場で日本での公式戦初出場を果たした。同年9月、ルリーロ福岡に加入。